# 奥克兰公园 (佛罗里达州)
奥克兰公园（英語：Oakland Park），是美国佛罗里达州布勞沃德縣下属的一座城市。建立于1929年。面积约为17.9平方公里（约合6.9平方英里）。根据2010年美国人口普查，该市有人口41,363人。论人口在本州排行第62。